# Секаш (комуна)
Секаш (рум. Secaș) — комуна у повіті Тіміш в Румунії. До складу комуни входять такі села (дані про населення за 2002 рік):
- Візма (16 осіб)
- Кекеш (7 осіб)
- Крівобара (81 особа)
- Секаш (202 особи)

Комуна розташована на відстані 371 км на північний захід від Бухареста, 47 км на схід від Тімішоари.

## Населення
За даними перепису населення 2002 року у комуні проживали 306 осіб. Усі жителі комуни рідною мовою назвали румунську.
Національний склад населення комуни:
| Національність   | Кількість осіб | Відсоток |
| ---------------- | -------------- | -------- |
| румуни           | 303            | 99,0%    |
| українці         | 1              | 0,3%     |
| німці            | 1              | 0,3%     |
| росіяни-липовани | 1              | 0,3%     |

Склад населення комуни за віросповіданням:
| Релігія       | Кількість осіб | Відсоток |
| ------------- | -------------- | -------- |
| православні   | 278            | 90,8%    |
| баптисти      | 13             | 4,2%     |
| адвентисти    | 10             | 3,3%     |
| п'ятдесятники | 3              | 1,0%     |
| римо-католики | 2              | 0,7%     |